# Cartierodon egerkingensis
Cartierodon egerkingensis — викопний вид хижих ссавців родини гієнодонтових (Hyaenodontidae) ряду креодонтів, що існував в Європі в еоцені (лютецький ярус, 48-41 млн років тому).

## Скам'янілості
Вид описаний з решток щелеп із зубами, що знайдені у селищі Егеркінген в Швейцарії. Рід Cartierodon названо на честь швейцарського палеонтолога Пастора Роберта Картьє, який у середині XIX століття робив розкопки у типовому місцезнаходженні. Видова назва C. egerkingensis вказує на типове місцезнаходження.

## Опис
За підрахунками ссавець важив 29 кг, тоді як інші еоценові гієнодони важили не більше 20 кг. Зуби призначені для утримування здобичі та розколювання кісток.